# 16
| 16                 |
| ------------------ |
| Dødsfald - Fødsler |
|                    |

| Gregoriansk kalender | 16 XVI                  |
| Ab urbe condita      | 769                     |
| Armensk kalender     | I/T                     |
| Kinesiske kalender   | 2712 – 2713 乙亥 – 丙子 |
| Etiopisk kalender    | 8 – 9                   |
| Jødisk kalender      | 3776 – 3777             |
| Hindukalendere       |                         |
| - Vikram Samvat      | 71 – 72                 |
| - Shaka Samvat       | N/A                     |
| - Kali Yuga          | 3117 – 3118             |
| Iransk kalender      | 606 BP – 605 BP         |
| Islamisk kalender    | 625 BH – 624 BH         |

Se også 16 (tal)